# Panissa (gastronomia ligure)
La panissa è un piatto tipico della cucina ligure.

## Preparazione
Per la panissa si usano gli stessi ingredienti della farinata di ceci, con l'esclusione però dell'olio di oliva. Si unisce la farina di ceci con l'acqua ed il sale e si mette sul fuoco, quando ha raggiunto una certa consistenza si rovescia dentro a dei piatti fondi oppure, più spesso, in appositi stampini lunghi e stretti con profilo semicircolare di 7-10 cm di diametro. 
Il piatto ligure è totalmente diverso dall'omonimo piatto tipico della cucina piemontese.
È un cibo di origine povera, ma nutriente.

## Utilizzo

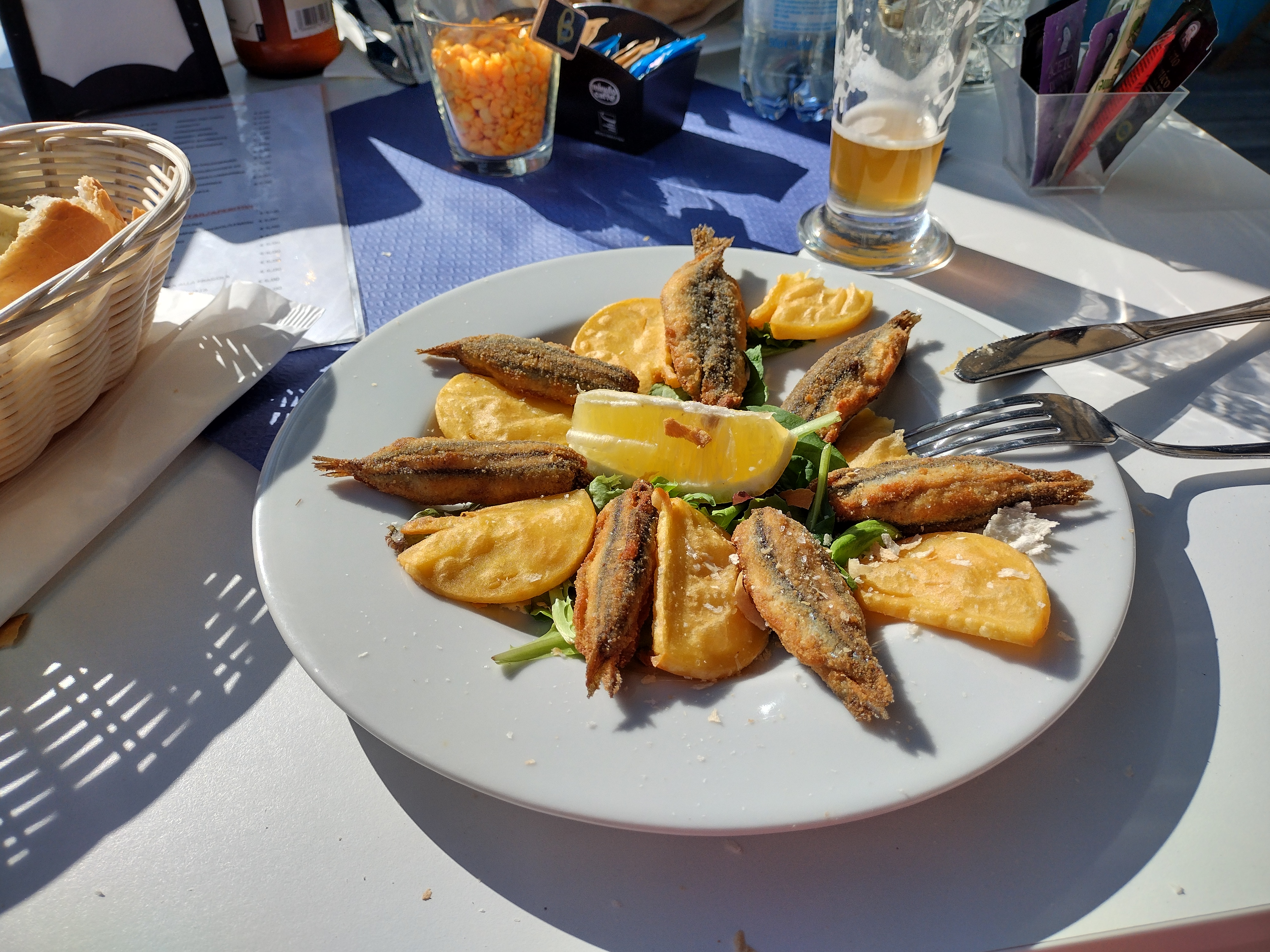
Panissa fritta con acciughe ripiene (Varazze)

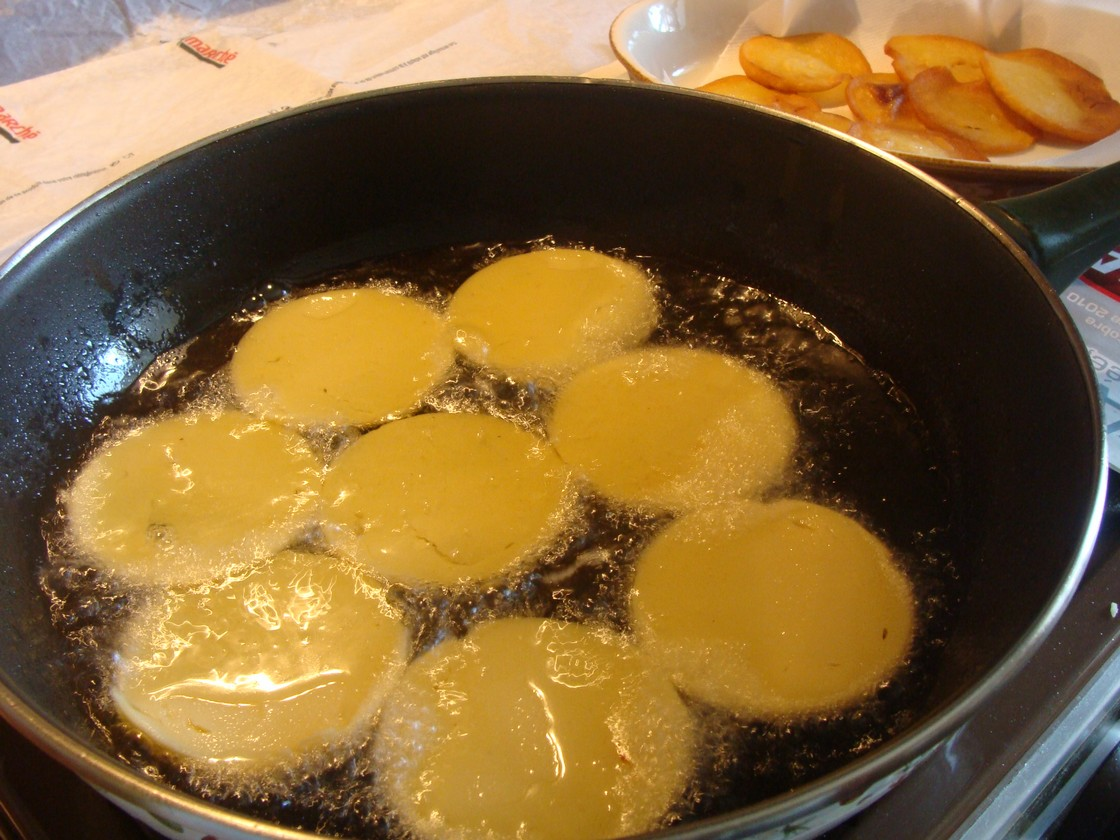
Panisse marsigliese durante la frittura

Dopo che la panissa diventa soda e compatta, la si taglia a fette con sezione semicircolare, poi si taglia a cubetti e si serve fredda o tiepida, condita con olio e limone, o si condisce con cipolla. Si può mangiare anche calda appena fatta, condita solo con olio e limone, pepe a piacimento.
Oppure si friggono le striscioline in abbondante olio, dando origine alle panissette (a Genova), o fette (a Savona), analoghe alle panelle palermitane; si servono salate da sole o, più spesso, dentro un panino speciale, a forma di piccola focaccia bianca senza crosta, rotonda, piatta e senza sale: sono le "fugassette imbuttie".
Altra variante prevede di tagliare a cubetti la panissa dopo che è solidificata e farla passare in padella con cipolla o cipollotti.
La panissa fritta può anche essere consumata come cibo di strada, da sola o per accompagnare altri fritti tipici della cucina ligure, come ad esempio le acciughe ripiene. Dalla Liguria la ricetta si è diffusa sulla costa mediterranea della Francia, tra Nizza e Marsiglia, dove ha preso il nome di panisse.
È una preparazione tradizionale della cucina carlofortina, dove si riscontrano alcune varianti: la classica fritta, una detta al verde (rosolata con cipolle e condita con prezzemolo o altre aromatiche) oppure acumudò ossia cotta con sugo di pomodoro, quasi come una polenta.